# Ludwig von Hessen-Kassel
Ludwig von Hessen-Kassel (* 5. September 1686 in Kassel; † 23. Mai 1706 in Ramillies (Belgien)) war landgräflicher Prinz von Hessen-Kassel und fiel als Oberst in der Hessen-kasselschen Armee während des Spanischen Erbfolgekrieges.

## Leben
Ludwig war ein Sohn des Landgrafen Karl von Hessen-Kassel und dessen Gemahlin Maria Amalia und wuchs mit seinen Geschwistern Friedrich (1676–1751), Sophie Charlotte (1678–1749), Karl (1680–1702),  Wilhelm (1682–1760), Leopold von Hessen-Kassel (1684–1704),  Marie Luise (1688–1765), Maximilian (1689–1753) und Georg (1691–1755) auf.
Er besuchte zusammen mit seinem älteren Bruder Friedrich 1703 die Universität Utrecht und die Kriegsschule in Den Haag und wurde noch im selben Jahr Kommandeur eines hessischen Regiments, das während der Kampfhandlungen im Spanischen Erbfolgekrieg im Sold der niederländischen Generalstaaten stand. Er nahm an der Schlacht von Schlacht von Höchstädt sowie an den Belagerungen von Rain am Lech und Ingolstadt teil. Mit dem englischen Feldherrn Marlborough zog es ihn nach England, bevor er im September 1704 das Infanterie-Regiment seines verstorbenen Bruders Leopold übernahm. Während der Schlacht von Ramillies kämpfte er mit seinem Regiment unter dem Oberbefehl des Herzogs von Marlborough und erlitt tödliche Schussverletzungen. Er  wurde am 17. Juni 1706 in der Familiengruft in der Kasseler St. Martin-Kirche beigesetzt.